# Женская сборная Барбадоса по хоккею на траве
Женская сборная Барбадоса по хоккею на траве (англ. Barbados women's national field hockey team) — женская сборная по хоккею на траве, представляющая Барбадос на международной арене. Управляющим органом сборной выступает Федерация хоккея на траве Барбадоса (англ. Barbados Hockey Federation).
Сборная занимает (по состоянию на 6 июля 2015) 47-е место в рейтинге Международной федерации хоккея на траве (FIH).

## Результаты выступлений

### Мировая лига
- 2012/13 — 38-45-е место (выбыли после 1-го раунда)
- 2014/15 — выбыли после 1-го раунда

### Игры Содружества
- 1998—2002 — не участвовали
- 2006 — 9-е место[2]
- 2010—2014 — не участвовали

### Панамериканские игры
- 1987 — 5-е место
- 1991 — 8-е место
- 1995—2007 — не участвовали
- 2011 — 8-е место
- 2015 — не участвовали

### Панамериканский чемпионат
- 2001 — не участвовали
- 2004 — 6-е место
- 2009—2013 — не участвовали

### Игры Центральной Америки и Карибского бассейна
- 1986 —
- 1990 — не участвовали
- 1993 — 4-е место
- 1998 — 4-е место
- 2002 —
- 2006 —
- 2010 —
- 2014 — 5-е место[3]